# Polipetes
Polipetes, na mitologia grega, foi o filho de Pirítoo e Hipodâmia.
Segundo Quinto de Esmirna, ele tinha cabelos dourados.

## Família
Seu pai era rei dos Lápitas, filho de Ixion e Dia, filha de Eioneu. Foi durante o casamento de Pirítoo com Hipodâmia, filha de Butes, que os centauros, filhos de Ixion e uma nuvem a que Zeus havia dado a forma de Hera, embrigados, tentaram raptar as mulheres, o que levou à Guerra entre os Centauros os Lápitas.
Hipodâmia teve um filho, Polipetes, e morreu logo depois; Pirítoo, inconsolado, foi visitar seu amigo Teseu em Atenas, que também havia ficado viúvo de Fedra, e o convenceu a raptar Helena, filha de Leda e Zeus, então com dez anos de idade e muito bonita, e, em seguida, a raptar Perséfone, no Hades. Pirítoo ficou preso no Hades pela eternidade, mas Teseu foi resgatado por Héracles.

## Guerra de Troia
Polipetes foi um dos pretendentes de Helena, e levou vinte navios de Argos para a Guerra de Troia. No texto atribuído a Díctis de Creta, Leonteu e Polipetes levaram, juntos, quarenta navios.
Durante a Guerra, ele matou Dresaeus, filho que a ninfa Neaera teve com Theiodamas.
Durante os jogos fúnebres para homenagear Pátroclo, ele foi o segundo colocado na corrida de longa distância, perdendo para Ájax, filho de Ileu.
Ele foi um dos guerreiros que se esconderam no Cavalo de Troia.

## Após a Guerra
Após a Guerra, Anfíloco, Calcas, Leonteu, Podalírio e Polipetes não voltaram de navio, mas deixaram os navios em Troia e viajaram, por terra, até Colofonte. Lá, Calcas perdeu uma disputa de adivinhação com Mopso, neto de Tirésias, morreu de desgosto e foi enterrado.Proclo, citando Ágias de Trezena, menciona que Calcas, Leontes e Polipetes foram, por terra, até Colofonte, e lá enterraram Tirésias, morto no local.